# ポニーテールママ
ポニーテールママは、日本のロックバンド。ファンの総称は「ママ友」。

## 概要
2019年、メンバーの津久井が「登録者一人につきオリジナル楽曲一曲投稿」という名前でYouTube上での活動を始動(Twitter上での名前は木ノ下)。名前はこの通りであるが、実際に投稿した曲の数はチャンネル登録者数を遥かに下回り、現在はその半分以上を削除している。2020年に名前を津久井に変更し、アーティスト活動を本格的に始動するが、思った通りにはいかず引退を考え始める。その後、TikTokに向けた曲の制作を開始する。
2021年、旧メンバーであるエンノシタ牧野、小池、木暮と共にバンド活動を始動する。因みにバンド名の「ポニーテールママ」は、視聴者から意見を募った後にメンバーで話し合って決めたものである。その年の12月26日に初ライブ「ネギと自転車カゴ」を開催する。
2022年、1月9日にバンドを解散することになるが、津久井の意向により形式上ロックバンド「ポニーテールママ」としての活動を一人で続けていくことになる。